# Gravidanza protratta
In medicina si definisce gravidanza protratta ogni gravidanza la cui durata superi le 42 settimane complete (294 giorni) contando a partire dal 1º giorno dell'ultima mestruazione regolare.

## Classificazione
Esistono due tipologie di gravidanza protratta:
- biologicamente protratta: quando è prolungata sia l'età concezionale che quella gestazionale (prolungamento reale)
- cronologicamente protratta: quando è prolungata solo l'età gestazionale

## Epidemiologia
In base alla definizione, la gravidanza protratta rappresenta il 10% di tutte le gravidanze che giungono a termine.

## Eziologia e patogenesi
- Gravidanza biologicamente protratta: eziologia ignota

Probabilmente il meccanismo si ricollega ad anomalie dei fattori che determinano l'inizio del travaglio di parto.
Inoltre, in alcune donne si nota la tendenza al ripetersi di gravidanze protratte; similmente in alcune famiglie vi è una frequenza particolarmente elevata del fenomeno, il che farebbe supporre l'esistenza di una predisposizione genetica.
- Gravidanza cronologicamente protratta: ovulazione procrastinata

È un fenomeno che può verificarsi spontaneamente, soprattutto in donne con cicli mestruali irregolari o con tendenza all'amenorrea disfunzionale, oppure nei primi cicli mestruali che seguono un parto o un aborto o la sospensione di un trattamento anticoncezionale estroprogestinico. In questi casi l'ovulazione sovente non avviene attorno al 14º giorno del ciclo mestruale contando dal primo giorno dell'ultima mestruazione, bensì anche molto dopo.
Infine non bisogna dimenticarsi che talvolta la donna non ricorda la data esatta dell'ultima mestruazione.

## Anatomia patologica
Nella gravidanza biologicamente protratta sovente intervengono fenomeni di senescenza placentare, che favoriscono l'insorgere di sofferenza fetale subacuta o cronica, fino alla morte del feto. È opportuno pertanto sorvegliare le condizioni del feto, se non insorge un travaglio spontaneo, già a partire da 281- 286 giorni di amenorrea (40+1 settimane di gestazione), poiché in un buon numero di casi tali fenomeni di senescenza placentare iniziano ben prima del 294º giorno di amenorrea (42 settimane). Inoltre spesso risulta impossibile distinguere la gravidanza biologicamente protratta da quella cronologicamente protratta, pertanto si è obbligati a sottoporre a sorveglianza anche molti casi in cui l'abnorme durata della gestazione è solo apparente.
I fenomeni di senescenza placentare consistono in:
- progressiva riduzione della capacità di trasporto dell'ossigeno con sofferenza fetale ingravescente per ipossia cronica sempre più grave
- compromissione più o meno spiccata del trasporto di altre sostanze nutritive
- alterazioni della funzione regolatrice del metabolismo idroelettrolitico

Inoltre, il peso della placenta a volte è inferiore a quello normale di una gravidanza a termine, con larghe zone non funzionanti (infarti).

### Liquido amniotico
Nella gravidanza biologicamente protratta si verifica spesso una notevole diminuzione del volume del liquido amniotico, che nei casi più gravi può essere ridotto a pochi cm3. In presenza di sofferenza fetale il liquido appare spesso tinto di meconio in modo più o meno manifesto.
Alla riduzione del volume di liquido amniotico molte volte si associa una riduzione della gelatina di Wharton che circonda i vasi del funicolo cosicché il funicolo ombelicale appare sottile. In queste circostanze la circolazione del sangue nei vasi funicolari incontra maggiori resistenze con sfavorevoli ripercussioni sul benessere del feto.

## Clinica
Nonostante ogni attenzione, immancabilmente si osservano singoli casi di morte fetale inspiegata, nel senso che la morte avviene a breve distanza dall'esecuzione di uno o più accertamenti del benessere fetale, che avevano fornito risultati del tutto rassicuranti.
Frequenza: 0,5- 1/:1 000 casi, per ora sembra non ulteriormente riducibile moltiplicando le visite e gli esami.
Il nato da gravidanza biologicamente protratta sovente è privo di vernice caseosa e di lanugine e presenta una pelle grinzosa, per la riduzione del tessuto adiposo sottocutaneo e della disidratazione.
Inoltre si riscontrano:
- unghie piuttosto lunghe
- cute con segni iniziali di macerazione
- ossa craniche spesso di consistenza aumentata

Questi neonati sono a maggior rischio di sviluppare pericolo di crisi ipoglicemiche accentuate nelle prime ore dopo la nascita, a causa della scarsità delle riserve di glicogeno epatico, dovute alla sofferenza fetale prolungata.
È da sottolineare, comunque sia, che in un discreto numero di casi, feto e placenta non presentano alcuna alterazione, in tali casi la senescenza placentare non è intervenuta e l'accrescimento del feto è potuto continuare indisturbato per un tempo superiore al previsto.

### Diagnosi
Le problematiche insorgono a carico del feto, la madre non ne risente. Perciò sarà necessario monitorare le condizioni di benessere fetale e ciò si attua tramite:
- cardiotocografia (eseguita ogni 2-3 giorni)
- conteggio dei movimenti fetali attivi
- valutazione ecografica dell'indice amniotico (AFI)  e morfologica della maturità placentare
- valutazione ecografica del peso fetale, delle dimensioni fetali. La valutazione del profilo biofisico fetale viene utilizzata per i casi clinici dubbi (è un esame lungo e minuzioso)

## Trattamento
La terapia della gravidanza protratta consiste nella provocazione del parto.
È bene espletare il parto non molto oltre il 15º giorno di ritardo oltre il termine presunto di 280 giorni di età gestazionale. A tal punto, infatti, anche ammettendo di essersi sbagliati di 4 settimane nel calcolo dell'epoca presunta del parto, la gravidanza avrebbe raggiunto per lo meno le 37 settimane, inoltre conviene sempre espletare il parto senza attendere che compaiano i segni di iniziale compromissione del feto.
Le modalità di espletamento del parto dipendono da una valutazione clinica complessiva del caso (parità, età, anamnesi ostetrica, esistenza di distocie del canale, sofferenza fetale, grado di sviluppo dimensionale fetale, presentazione fetale), anche se la constatazione di una grave sofferenza fetale già prima dell'inizio del travaglio di parto (liquido amniotico tinto di meconio + alterazioni evidenti e ripetute dell'azione cardiaca fetale) è da sola indicazione sufficiente all'esecuzione immediata del taglio cesareo.